# 16587 Nagamori
16587 Nagamori este un asteroid din centura principală de asteroizi.

## Descriere
16587 Nagamori este un asteroid din centura principală de asteroizi. A fost descoperit pe 21 septembrie 1992 la Kitami de Kin Endate și Kazuro Watanabe. Asteroidul prezintă o orbită caracterizată de o semiaxă mare de 2,57 ua, o excentricitate de 0,28 și o înclinație de 12,9° în raport cu ecliptica.